# 博多南郵便局
博多南郵便局（はかたみなみゆうびんきょく）は、福岡県福岡市博多区にある郵便局。民営化前の分類では集配普通郵便局であった。

## 概要
住所：〒816-8799 福岡県福岡市博多区元町2-2-12

### 分室
分室はなし。かつて存在した分室は以下の通り。
- 九飛分室 - 1945年（昭和20年）に廃止。
- 自衛隊内分室 - 訓練所内分室として開設。1978年（昭和53年）に廃止。

## 沿革
- 1878年（明治11年）4月 - 雑餉（ざっしょう）郵便局（五等）として開局[1]。
- 1883年（明治16年） - 雑餉隈（ざっしょうのくま）郵便局に改称。
- 1885年（明治18年）6月1日 - 貯金取扱を開始。
- 1890年（明治23年）11月1日 - 為替取扱を開始。
- 1897年（明治30年）3月16日 - 雑餉隈郵便電信局となる。
- 1903年（明治36年）4月1日 - 通信官署官制の施行に伴い雑餉隈郵便局（ちなみに現在の雑餉隈郵便局は雑餉隈駅前（麦野4丁目）に所在）となる。
- 1903年（明治36年）10月5日 - 筑紫郡大野村に移転[2]。
- 1932年（昭和7年）5月16日 - 筑紫郡那珂村に移転[3]。
- 1944年（昭和19年）10月1日 - 特定郵便局から普通郵便局に局種別改定[4]。
- 1945年（昭和20年）1月1日 - 九飛分室を設置[5]。
- 1945年（昭和20年）4月16日 - 九飛分室を廃止[6]。
- 1950年（昭和25年）11月25日 - 筑紫郡春日村大字須玖に訓練所内分室を設置[7]。
- 1951年（昭和26年）10月1日 - 訓練所内分室を予備隊内分室に改称[8]。
- 1952年（昭和27年）10月15日 - 予備隊内分室を保安隊内分室に改称。
- 1953年（昭和28年）3月 - 局舎新築落成。
- 1954年（昭和29年）7月1日 - 保安隊内分室を自衛隊内分室に改称。
- 1956年（昭和31年）10月11日 - 当局および自衛隊内分室において、電話通話および和文電報受付事務の取扱を開始。
- 1958年（昭和33年）5月16日 - 福岡南郵便局に改称（現在の福岡南郵便局とは別）。
- 1969年（昭和44年）3月17日 - 福岡市寿町三丁目から同市元町二丁目へ移転。
- 1972年（昭和47年）4月1日 - 福岡市の政令指定都市移行に伴い博多南郵便局に改称。
- 1978年（昭和53年）9月1日 - 自衛隊内分室を廃止。
- 1994年（平成6年）7月1日 - 外国通貨の両替および旅行小切手の売買に関する業務取扱を開始。
- 2007年（平成19年）3月 - 博多区内の郵便物収集業務を博多郵便局（当時の集配部門。現在の博多北郵便局）に移管。
- 2007年（平成19年）10月1日 - 民営化に伴い、併設された郵便事業博多南支店に一部業務を移管。
- 2012年（平成24年）10月1日 - 日本郵便株式会社の発足に伴い、郵便事業博多南支店を博多南郵便局に統合。

## 取扱内容
- 郵便、印紙、ゆうパック、内容証明
- 貯金、為替、振替、振込、国際送金、外貨両替・トラベラーズチェック、国債、投資信託
- 生命保険、バイク自賠責保険、自動車保険、変額年金保険
- 地方公共団体事務（福岡市戸籍の謄抄本など公的証明書の交付）
- ゆうちょ銀行ATM
- 春日市・大野城市全域の集配業務。なお、当局のある福岡市博多区内の集配業務は受け持たない（博多区内の集配は全て博多北郵便局が担当）。
  - なお、春日・大野城両市の郵便物等取集めについては2017年4月から上位局の新福岡郵便局へ移される[9]。
- ゆうゆう窓口

## 周辺
- 福岡市立那珂南小学校
- 陸上自衛隊福岡駐屯地

## アクセス
- JR鹿児島本線 南福岡駅から徒歩約7分
- 西鉄天神大牟田線 雑餉隈駅から徒歩約10分
- 西鉄バス 那珂南小学校停留所下車
- 福岡高速2号線 大野城出入口から南西へ、または同5号線 板付出入口から南東へそれぞれ約2km
- 駐車場あり：16台

局と同名のJR博多南駅とは約5km離れており、アクセスがないため注意が必要。